# Národní park Majella
Národní park Majella (italsky Parco nazionale della Majella) je jeden z italských národních parků. Leží ve střední části Itálie, v regionu Abruzzo, v provinciích Chieti, Pescara a L'Aquila. Oblast náleží do Středních Apenin, respektive Abruzzských Apenin. V centrální části parku se nachází masiv Majella, jehož nejvyšší bod Monte Amaro (2 793 m), je druhou nejvyšší horou celého Apeninského pohoří. Park má rozlohu 741 km² a byl založen v roce 1991. Nachází se zde na 500 km turistických tras.